# 田中有紀
田中 有紀（たなか ゆき、1998年6月26日 - ）は、日本の女性声優。東京都出身。スタイルキューブ所属。
声優ユニット「NOW ON AIR」および「Kleissis」の元メンバー。NOW ON AIRでのメンバーカラーは緑、Kleissisでのイメージカラーは茜色。

## 来歴
小学校時代の学芸会で主役を演じたとがきっかけで演技にも興味を持ち、皆で何かを作っていくということに面白さを感じるようになったという。
『犬夜叉』を好み、「バイブル的な存在」と語る。小さい頃から演技や歌うことを好み、漠然と「将来は歌に関わる仕事をしたい」と思った。中学生の頃にはアニメにも夢中になり、「自分のやりたいことを全部叶えるにはどうしたらいいのかな」と考えていた時に、声優に憧れるようになった。そういった自身の好みの傾向から、中学時代からは声優を目指す考えに至った。
中学時代はコーラス部、高校時代は美術部に所属。高校では演劇部がなく、創部しようとするもうまくいかなかったが、2年生時に有志で集まり、文化祭で劇を上演したという経験をもつ。そんな経験がありながら、自身の性格は「意欲的」ではなく、「ビビリ」と話している。
ヒューマンキャンパス高等学校新宿学習センター卒業。
家族からはあまり賛成されなかったが、「キミコエ・オーディション」だけは受けさせてほしいと頼み込んだという。2016年に、東北新社とCSファミリー劇場による「キミコエ・オーディション」の第1弾オーディションにおいて、約3000人の応募者から6人の合格者のうちの1人となる。合格者6人によって結成された声優ユニット「NOW ON AIR」（オフィスPAC所属）のメンバーとして活動を開始。メンバー全員が主要キャラクターとして出演し、本格的な声優デビュー作となった2017年8月25日公開の劇場アニメ『きみの声をとどけたい』では龍ノ口かえで役を担当した。
2018年7月からはゲーム『アルカ・ラスト 終わる世界と歌姫の果実』からの派生ユニット「Kleissis」のメンバーとしても活動。声優グランプリ×ジェンコ×エクスアーツジャパンの共同プロデュースにより、約400人の中からオーディションで選出された。同ユニットでは田中はセンターポジションを務める。
2019年にはゲーム『アイドルマスター シャイニーカラーズ』の1周年記念で新登場したユニット「Straylight」のメンバー・芹沢あさひ役に抜擢され、同作のライブにも出演するようになり、東京ドームでのパフォーマンスも経験した。
2020年7月22日よりメディアミックス企画『Cheer球部!』で春原珠希役を務め、メインキャスト10名による声優ユニット「Qace」のメンバーとしても活動していた。
2021年7月をもって「NOW ON AIR」が活動を休止した後もオフィスPACに準所属していたが、2023年6月1日にヒラタオフィスへ移籍した。2025年3月31日をもってヒラタオフィスを退所し、4月1日よりスタイルキューブに移籍した。
2024年6月、ランティスよりソロアーティストとしてデビューすることを発表。同年10月2日にデビューアルバム『Crier』を発売した。
2025年1月11日に初のワンマンライブ「YUKI TANAKA 1st Live： Crier」をヒューリックホール東京で開催した。

## 人物
趣味はカラオケ、イラストを描くこと、ホラー映画観賞、メガネ収集。日本のホラー映画の中では『着信アリ2』を好む。ほか、神秘的な宇宙を好む。特技はスノーボード。
天然でいじられキャラ。チャームポイントは眉毛・口角が上がっているところ。

## 出演
太字はメインキャラクター。

### テレビアニメ
2018年
- 牙狼〈GARO〉-VANISHING LINE-（モニカ）
- オーバーロードII（メイド）
- マーベルスパイダーマン

2019年
- 風が強く吹いている（女子学生）
- 神田川JET GIRLS（葦田珠々）
- ノー・ガンズ・ライフ（少女）

2020年
- 啄木鳥探偵處（女）

2021年
- すばらしきこのせかい The Animation（ミナ）
- かぎなど（観客）

2022年
- よふかしのうた（女子生徒A）
- VAZZROCK THE ANIMATION（幼少期の栄太）

2023年
- 永久少年 Eternal Boys（男子、子供、ファン）

2024年
- 最強タンクの迷宮攻略〜体力9999のレアスキル持ちタンク、勇者パーティーを追放される〜（サーア、子供B、冒険者A、ルフェア）
- 夜のクラゲは泳げない（さおり）
- 喧嘩独学（店員）
- ささやくように恋を唄う（幼稚園児）
- 転生したらスライムだった件（ダムラダの部下）
- アイドルマスター シャイニーカラーズ 2nd season（芹沢あさひ）
- 転生貴族、鑑定スキルで成り上がる（セレナ・バンドル）
- トリリオンゲーム（2024年 - 2025年、高橋凜々）
- ぷにるはかわいいスライム（2024年 - 2025年、笹井） - 2シリーズ
- 村井の恋（アナウンサー）

2025年
- 妖怪学校の先生はじめました!（秦中荊棘）
- Aランクパーティを離脱した俺は、元教え子たちと迷宮深部を目指す。（ニーベルン）

### 劇場アニメ
- きみの声をとどけたい（2017年、龍ノ口かえで[9]）
- サマーゴースト（2021年、女子生徒）
- 雨を告げる漂流団地（2022年、葵）
- ひゃくえむ。（2025年、椎名[40]）

### Webアニメ
- 無限の住人-IMMORTAL-（2019年 - 2020年、杣燎[41]）
- ガンダムビルドメタバース（2023年、友人、赤チーム）

### ゲーム
2018年
- FOX -Flame of Xenocide-（イザベル）

2019年
- キングダム ハーツIII
- アイドルマスター シャイニーカラーズ（2019年 - 2024年、芹沢あさひ）
- クイズRPG 魔法使いと黒猫のウィズ（サキ・カンザシ）
- アルカ・ラスト 終わる世界と歌姫の果実（カスミ）
- モンスターストライク（2019年 - 2025年、ルーチー、ビッグクランチ）
- ディシディア ファイナルファンタジー オペラオムニア（メネジン）

2020年
- キングダム ハーツIII
- 装甲娘 ミゼレムクライシス（セイリュウ〈ランリンレイ〉）
- 仁王2（千子トヨ）
- モンスターハンター ライダーズ（アデュラ、ユーリ）

2021年
- ワールドフリッパー（エディッタ）
- ファンタシースターオンライン2 es（ハマノゲンシ）
- アイドルマスター ポップリンクス（芹沢あさひ）
- モンスターハンターストーリーズ2 〜破滅の翼〜（主人公ライダー）
- 新すばらしきこのせかい
- アーテリーギア -機動戦姫-（銀河、ミシェル）
- ブレイブソード×ブレイズソウル（希暴石リリア）

2022年
- アズールレーン（リュッツォウ）

2023年
- 百鬼異聞録〜妖怪カードバトル〜（白沢）
- ファイナルファンタジーVII エバークライシス（ルティア・リン）
- セガNET麻雀 MJ（チャンタ）
- Echocalypse -緋紅の神約-（エルス）
- アイドルマスター シャイニーカラーズ Song for Prism（2023年 - 2024年、芹沢あさひ）
- グランブルーファンタジー（幽世の繭）

2024年
- エルゴスム（ミヤビ）
- エバーソウル（リタ）

### 吹き替え

#### 映画
2017年
- チェンナイ・エクスプレス 〜愛と勇気のヒーロー参上〜

2018年
- EVERY DAY

2019年
- 追想
- 赤毛のアン 初恋 / 卒業（アン〈エラ・バレンタイン〉） - 2作品
- チョ・ピロ 怒りの逆襲（チャン・ミナ〈チョン・ソニ〉）
- ライ麦畑で出会ったら（ディーディー〈ステファニア・ラヴィー・オーウェン〉）

2020年
- ストーリー・オブ・マイライフ/わたしの若草物語（ベス〈エリザ・スカンレン〉）
- クラウズ〜雲の彼方へ〜（グレース〈サマー・H・ハウエル〉）

2022年
- ザ・クラフト: レガシー（リリー・シェクナー〈ケイリー・スピーニー〉）

#### ドラマ
2017年
- クリミナル・マインド11 FBI行動分析課
- インコーポレイテッド
- ABUアジア子どもドラマシリーズ2017「魔法少女チェリ」（チェ・イル）
- MACGYVER/マクガイバー シーズン1
- THIS IS US/ディス・イズ・アス シーズン1（2017年 - 、幼少期のケヴィン）

2018年
- クリミナル・マインド13 FBI行動分析課
- FAMOUS IN LOVE 

2019年
- こころ呼ぶとき（クララ〈エヴァ・ボーン〉）
- ニックのいたずら（モリー〈ローレン・リンジー・ドンジス〉）
- ブラック・ミラー（レイチェル〈アンガーリー・ライス〉）
- MANIFEST/マニフェスト（2019年 - 2020年、オリーブ・ストーン〈ルナ・ブレイズ〉） - 2シリーズ
- ファミリー・ストーリー 〜マッケラン家のクリスマス〜
- Truth Be Told/真相 〜偽りの重み〜

2020年
- フォーガットン・アーミー

2021年
- コブラ会 シーズン3（サム〈メアリー・マウサー〉）
- ホント無理だから

2022年
- FIRES〜オーストラリアの黒い夏〜（ターシュ〈エリザ・スカンレン〉）
- I AM 私の分岐点 #2（ティリー〈キーラ・フラック〉）

2023年
- ザ・マペッツ・メイヘム（ソフィア・カーソン）

#### アニメ
- スパイディとすごいなかまたち（2022年、ドクター・オクトパス）
- ベイビーシャークのわくわくショー（2022年、フローティー）

#### ボイスオーバー
- アフター・マリア: 見捨てられた家族（英語版）（2019年）[83]
- 5ファースト・デート（英語版）（2019年）[84]

### 舞台
- アリスインプロジェクト「スーパーマンガ大戦 オルタナティブ[85]」（2017年11月8日 ‐ 19日、コフレリオ新宿シアター） - 月組 レイラ 役（ダブルキャスト）

### ラジオ
※はインターネット配信。
- アイドルマスター シャイニーカラーズ はばたきラジオステーション（2019年 - 、ASOBI CHANNEL※） - 週替わりパーソナリティ
- Cheer球部!全校応援ラジオ ちあたま、さくよ!（2020年 - 2021年、音泉※）[86]
- Cheer球部RADIO かっせ! かっせ! Qace!（2021年 - 、音泉※）
- THE IDOLM@STER MUSIC ON THE RADIO（2018年 - 、ニコニコ生放送※） - 2021年5月期マンスリーアシスタント[87]

### Web配信番組
- 田中有紀とゆきだるまと!（2020年 - 2021年、ニコニコ生放送）[88]
- 田中有紀・峯田茉優の1+1=田（2020年、ニコニコ生放送）[89]
- 田中有紀の宇宙センターたなかゆき（2021年 - 2023年、ニコニコ生放送）[90]
- 田中有紀の私の言うことがぜったいです!（2023年、ニコニコ生放送）[91]
- 田中有紀 official channel 〜田中有紀のポジティブ大作戦〜（2023年 - 、ニコニコ生放送）[92]

### 映像商品
- バンダイナムコエンターテインメントフェスティバル 2days LIVE Blu-ray（2020年）[93]
- 「THE IDOLM@STER SHINY COLORS MUSIC DAWN」Blu-ray（2021年）[94]
- 「THE IDOLM@STER SHINY COLORS 2ndLIVE STEP INTO THE SUNSET SKY」Blu-ray（2021年）[95]
- 「THE IDOLM@STER SHINY COLORS 3rdLIVE TOUR PIECE ON PLANET / NAGOYA / TOKYO / FUKUOKA」Blu-ray（2022年）[96]  [97]  [98]
- 「THE IDOLM@STER SHINY COLORS 4thLIVE 空は澄み、今を越えて。」Blu-ray（2022年）[99]
- バンダイナムコエンターテインメントフェスティバル 2nd 2days LIVE Blu-ray（2023年）[100]
- THE IDOLM@STER M@STERS OF IDOL WORLD!!!!! 2023 Blu-ray PERFECT BOX!!!!!（2023年）[101]
- 「THE IDOLM@STER SHINY COLORS 5thLIVE If I_wings.」Blu-ray（2023年）[102]
- 283PRODUCTION SOLO PERFORMANCE LIVE「我儘なまま」Blu-ray（2024年）[103]
- THE IDOLM@STER SHINY COLORS 5.5th Anniversary LIVE「星が見上げた空」Blu-ray（2024年）[104]
- 「異次元フェス アイドルマスター★♥ラブライブ!歌合戦」Blu-ray（2024年）[105]

### ライブ
- YUKI TANAKA 1st Live： Crier（2025年1月11日、ヒューリックホール東京）[17]

### 連載
- 声優グランプリ 短期集中連載「ゆき景色」（2024年9月号[106] - 2025年3月号[107]）

### その他コンテンツ
- LINEスタンプ『アイドルマスター シャイニーカラーズ』（2019年 - 2020年、芹沢あさひ） - 2作品
- Cheer球部!（2020年 - 2022年、春原珠希[108]）

## ディスコグラフィ

### アルバム
|     | タイトル | 発売日        | 収録曲 | 規格品番                                         | レーベル   | 備考                                |
| --- | -------- | ------------- | --- | ------------------------------------------------ | ---------- | ----------------------------------- |
| 1st | Crier    | 2024年10月2日 | 1. Crier 2. From here to HISTORIA 3. Blue Wind 4. No Pain No Gain 5. KURAGET DOWN 6. Going Going Going 7. Familiar 8. Dear STELLA 9. 未来スケッチ 10. UP TO DATE | LACA-35128～9（初回限定盤） LACA-25128（通常盤） | ランティス | ソロデビュー作品。 オリコン最高36位 |

### シングル
|     | タイトル       | 発売日        | 収録曲 | 規格品番                                         | レーベル   | 備考             |
| --- | -------------- | ------------- | --- | ------------------------------------------------ | ---------- | ---------------- |
| 1st | Treasure Chest | 2025年5月21日 | CD（初回限定盤、通常盤共通） 1. Treasure Chest 2. MIRROR 3. Tapestry 4. Treasure Chest -Instrumental- 5. MIRROR -Instrumental- 6. Tapestry -Instrumental- ライブCD（初回限定盤のみ） YUKI TANAKA 1st Live: Crier 1. Crier 2. Blue Wind 3. No Pain No Gain 4. Going Going Going 5. KURAGET DOWN 6. UP TO DATE 7. Dear STELLA 8. Familiar 9. 未来スケッチ 10. From here to HISTORIA 11. Treasure Chest 12. Crier | LACM-34691～2（初回限定盤） LACM-24691（通常盤） | ランティス | オリコン最高39位 |

### キャラクターソング
| 発売日   | 商品名                                                                                          | 歌                                                                                           | 楽曲 | 備考                                                                             |
| 2019年   | 2019年                                                                                          | 2019年                                                                                       | 2019年 | 2019年                                                                           |
| -------- | ----------------------------------------------------------------------------------------------- | -------------------------------------------------------------------------------------------- | --- | -------------------------------------------------------------------------------- |
| 4月10日  | THE IDOLM@STER SHINY COLORS FR@GMENT WING 01                                                    | シャイニーカラーズ                                                                           | 「Ambitious Eve」 「いつか Shiny Days」 | ゲーム『アイドルマスター シャイニーカラーズ』関連曲                              |
| 9月11日  | THE IDOLM@STER SHINY COLORS FR@GMENT WING 06                                                    | ストレイライト                                                                               | 「Wandering Dream Chaser」 「Transcending The World」 「Ambitious Eve」 | ゲーム『アイドルマスター シャイニーカラーズ』関連曲                              |
| 12月18日 | THE IDOLM@STER SHINY COLORS FUTURITY SMILE                                                      | シャイニーカラーズ                                                                           | 「FUTURITY SMILE」 「Spread the Wings!!」 | ゲーム『アイドルマスター シャイニーカラーズ』関連曲                              |
| 2020年   |                                                                                                 |                                                                                              | |                                                                                  |
| 2月12日  | THE IDOLM@STER SHINY COLORS SWEET♡STEP                                                          | シャイニーカラーズ                                                                           | 「SWEET♡STEP」 「Multicolored Sky」 | ゲーム『アイドルマスター シャイニーカラーズ』関連曲                              |
| 3月21日  | THE IDOLM@STER SHINY COLORS SOLO COLLECTION -SPRING PARTY 2020-                                 | 芹沢あさひ（田中有紀）                                                                       | 「Wandering Dream Chaser」 | ゲーム『アイドルマスター シャイニーカラーズ』関連曲                              |
| 4月8日   | THE IDOLM@STER SHINY COLORS GR@DATE WING 01                                                     | シャイニーカラーズ                                                                           | 「シャイノグラフィ」 「Dye the sky.」 | ゲーム『アイドルマスター シャイニーカラーズ』関連曲                              |
| 7月29日  | THE IDOLM@STER SHINY COLORS SOLO COLLECTION -2ndLIVE STEP INTO THE SUNSET SKY-                  | 芹沢あさひ（田中有紀）                                                                       | 「Transcending The World」 | ゲーム『アイドルマスター シャイニーカラーズ』関連曲                              |
| 8月19日  | THE IDOLM@STER SHINY COLORS GR@DATE WING 06                                                     | ストレイライト                                                                               | 「Hide & Attack」 「Destined Rival」 「シャイノグラフィ」 | ゲーム『アイドルマスター シャイニーカラーズ』関連曲                              |
| 11月25日 | HIT&CHEER!                                                                                      | Cheer球部！                                                                                  | 「HIT&CHEER!」 | 『Cheer球部!』関連曲                                                             |
| 2021年   |                                                                                                 |                                                                                              | |                                                                                  |
| 1月20日  | THE IDOLM@STER SHINY COLORS COLORFUL FE@THERS -Stella-                                          | Team.Stella                                                                                  | 「プラニスフィア 〜planisphere〜」 | ゲーム『アイドルマスター シャイニーカラーズ』関連曲                              |
| 1月20日  | THE IDOLM@STER SHINY COLORS COLORFUL FE@THERS -Stella-                                          | 芹沢あさひ（田中有紀）                                                                       | 「星をめざして」 | ゲーム『アイドルマスター シャイニーカラーズ』関連曲                              |
| 3月31日  | ダイヤみたいなGLORY DAYS                                                                        | Qace                                                                                         | 「ダイヤみたいなGLORY DAYS」 | 『Cheer球部！』関連曲                                                            |
| 4月14日  | THE IDOLM@STER SHINY COLORS L@YERED WING 01                                                     | シャイニーカラーズ                                                                           | 「Resonance⁺」 「Color Days」 | ゲーム『アイドルマスター シャイニーカラーズ』関連曲                              |
| 4月24日  | THE IDOLM@STER SHINY COLORS SOLO COLLECTION -3rdLIVE TOUR PIECE ON PLANET / TOKYO-              | 芹沢あさひ（田中有紀）                                                                       | 「Hide & Attack」 | ゲーム『アイドルマスター シャイニーカラーズ』関連曲                              |
| 5月29日  | THE IDOLM@STER SHINY COLORS SOLO COLLECTION -3rdLIVE TOUR PIECE ON PLANET / FUKUOKA-            | 芹沢あさひ（田中有紀）                                                                       | 「Destined Rival」 | ゲーム『アイドルマスター シャイニーカラーズ』関連曲                              |
| 9月8日   | THE IDOLM@STER SHINY COLORS L@YERED WING 06                                                     | ストレイライト                                                                               | 「Another Rampage」 「Timeless Shooting Star」 「Resonance⁺」 | ゲーム『アイドルマスター シャイニーカラーズ』関連曲                              |
| 9月29日  | Power of Voice/輝きはここにある                                                                 | Qace                                                                                         | 「Power of Voice」 | 『Cheer球部！』関連曲                                                            |
| 12月22日 | Cheer球部！ユニットミニアルバム                                                                 | Chiff♡n                                                                                      | 「きづいてLovin'you 〜いちごとチョコになりたくて〜」 | 『Cheer球部！』関連曲                                                            |
| 2022年   |                                                                                                 |                                                                                              | |                                                                                  |
| 2月14日  | THE IDOLM@STER SHINY COLORS SOLO COLLECTION -L@YERED WING part 1-                               | 芹沢あさひ（田中有紀）                                                                       | 「Another Rampage」 | ゲーム『アイドルマスター シャイニーカラーズ』関連曲                              |
| 2月14日  | THE IDOLM@STER SHINY COLORS SOLO COLLECTION -L@YERED WING part 2-                               | 芹沢あさひ（田中有紀）                                                                       | 「Timeless Shooting Star」 | ゲーム『アイドルマスター シャイニーカラーズ』関連曲                              |
| 3月30日  | Cheer球部！トップオブダイヤモンド 2nd Battle CD「薄紅のカノン / アーティスティック☆ドリーマー」 | Qace                                                                                         | 「薄紅のカノン」 | 『Cheer球部！』関連曲                                                            |
| 3月30日  | Cheer球部！トップオブダイヤモンド 2nd Battle CD「薄紅のカノン / アーティスティック☆ドリーマー」 | 春原珠希（田中有紀）                                                                         | 「SO FAR」 | 『Cheer球部！』関連曲                                                            |
| 4月13日  | THE IDOLM@STER SHINY COLORS PANOR@MA WING 01                                                    | シャイニーカラーズ                                                                           | 「虹の行方」 「Daybreak Age」 | ゲーム『アイドルマスター シャイニーカラーズ』関連曲                              |
| 4月23日  | THE IDOLM@STER SHINY COLORS Synthe-Side 01                                                      | アンティーカ、ストレイライト                                                                 | 「Killer×Mission」 | ゲーム『アイドルマスター シャイニーカラーズ』関連曲                              |
| 4月23日  | THE IDOLM@STER SHINY COLORS Synthe-Side 01                                                      | 芹沢あさひ（田中有紀）                                                                       | 「Killer×Mission」 | ゲーム『アイドルマスター シャイニーカラーズ』関連曲                              |
| 4月29日  | ハンバーガーちゃん絵日記 BURGER SET                                                             | ハンバーガーちゃん 2022（田中有紀）                                                          | 「ハンバーガーちゃん絵日記 covered by 烏屋茶房 feat. 田中有紀」 | 漫画『ハンバーガーちゃん絵日記』関連曲                                           |
| 8月13日  | THE IDOLM@STER SHINY COLORS B☆Health                                                            | シャイニーカラーズ                                                                           | 「283体操」 「シャイニーエクササイズ」 | ゲーム『アイドルマスター シャイニーカラーズ』関連曲                              |
| 9月14日  | THE IDOLM@STER SHINY COLORS PANOR@MA WING 06                                                    | ストレイライト                                                                               | 「Tracing Defender」 「Overdrive Emotion」 「虹の行方」 | ゲーム『アイドルマスター シャイニーカラーズ』関連曲                              |
| 2023年   |                                                                                                 |                                                                                              | |                                                                                  |
| 1月18日  | THE IDOLM@STER SHINY COLORS WING COLLECTION -A side-                                            | シャイニーカラーズ                                                                           | 「Spread the Wings!! -25 colors-」 「Ambitious Eve -25 colors-」 「シャイノグラフィ -25 colors-」 「Resonance⁺ -25 colors-」 「SNOW FLAKES MEMORIES -25 colors-」 「FUTURITY SMILE -25 colors-」 | ゲーム『アイドルマスター シャイニーカラーズ』関連曲                              |
| 2月8日   | THE IDOLM@STER SHINY COLORS WING COLLECTION -B side-                                            | シャイニーカラーズ                                                                           | 「Multicolored Sky -25 colors-」 「いつか Shiny Days -25 colors-」 「Dye the sky. -25 colors-」 「Color Days -25 colors-」 「Let's get a chance -25 colors-」 「SWEET♡STEP -25 colors-」         | ゲーム『アイドルマスター シャイニーカラーズ』関連曲                              |
| 2月11日  | THE IDOLM@STER SHINY COLORS SOLO COLLECTION -M@STERS OF IDOL WORLD!!!!! 2023-                   | 芹沢あさひ（田中有紀）                                                                       | 「Let’s get a chance」 | ゲーム『アイドルマスター シャイニーカラーズ』関連曲                              |
| 3月18日  | THE IDOLM@STER SHINY COLORS SOLO COLLECTION -5thLIVE If I_wings. part1-                         | 芹沢あさひ（田中有紀）                                                                       | 「Tracing Defender」 | ゲーム『アイドルマスター シャイニーカラーズ』関連曲                              |
| 3月18日  | THE IDOLM@STER SHINY COLORS SOLO COLLECTION -5thLIVE If I_wings. part2-                         | 芹沢あさひ（田中有紀）                                                                       | 「Overdrive Emotion」 | ゲーム『アイドルマスター シャイニーカラーズ』関連曲                              |
| 7月22日  | THE IDOLM@STER SHINY COLORS SOLO COLLECTION -SOLO PERFORMANCE LIVE 我儘なまま Stella-           | 芹沢あさひ（田中有紀）                                                                       | 「プラニスフィア 〜planisphere〜」 | ゲーム『アイドルマスター シャイニーカラーズ』関連曲                              |
| 8月9日   | THE IDOLM@STER SHINY COLORS “CANVAS” 05                                                         | ストレイライト                                                                               | 「Imitation Ghost」 「BURN BURN」 「Start up Stand up」 | ゲーム『アイドルマスター シャイニーカラーズ』関連曲                              |
| 10月18日 | THE IDOLM@STER SHINY COLORS Song for Prism 星の声                                               | シャイニーカラーズ                                                                           | 「星の声」 | ゲーム『アイドルマスター シャイニーカラーズ Song for Prism』テーマソング         |
| 2024年   |                                                                                                 |                                                                                              | |                                                                                  |
| 1月      | 日清炎メシ×シャニマス コラボCDセット 特典CD                                                     | HOMURA-GIRLS                                                                                 | 「ホムラインビテーション」 | 日清食品「炎メシ」イメージソング                                                 |
| 3月2日   | THE IDOLM@STER SHINY COLORS SOLO COLLECTION -6thLIVE TOUR Come and Unite! part1-                | 芹沢あさひ（田中有紀）                                                                       | 「Imitation Ghost」 | ゲーム『アイドルマスター シャイニーカラーズ』関連曲                              |
| 3月2日   | THE IDOLM@STER SHINY COLORS SOLO COLLECTION -6thLIVE TOUR Come and Unite! part2-                | 芹沢あさひ（田中有紀）                                                                       | 「BURN BURN」 | ゲーム『アイドルマスター シャイニーカラーズ』関連曲                              |
| 3月2日   | THE IDOLM@STER SHINY COLORS SOLO COLLECTION -6thLIVE TOUR Come and Unite! part3-                | 芹沢あさひ（田中有紀）                                                                       | 「Start up Stand up」 | ゲーム『アイドルマスター シャイニーカラーズ』関連曲                              |
| 4月17日  | THE IDOLM@STER SHINY COLORS シャイニーPRオファー vol.3                                          | 芹沢あさひ（田中有紀）、八宮めぐる（峯田茉優）、西城樹里（永井真里子）                       | 「GOTCHA」 | ゲーム『アイドルマスター シャイニーカラーズ』関連曲                              |
| 4月17日  | THE IDOLM@STER SHINY COLORS シャイニーPRオファー vol.3                                          | 芹沢あさひ（田中有紀）                                                                       | 「GOTCHA」 | ゲーム『アイドルマスター シャイニーカラーズ』関連曲                              |
| 7月24日  | THE IDOLM@STER SHINY COLORS Song for Prism LINKs / 時限式狂騒ワンダーランド                     | ストレイライト                                                                               | 「LINKs」 | ゲーム『アイドルマスター シャイニーカラーズ Song for Prism』関連曲               |
| 7月27日  | THE IDOLM@STER SHINY COLORS LIVE FUN!! -Beyond the Blue sky part2-                              | 芹沢あさひ（田中有紀）                                                                       | 「SNOW FLAKES MEMORIES」 | ゲーム『アイドルマスター シャイニーカラーズ』関連曲                              |
| 9月11日  | THE IDOLM@STER SHINY COLORS ECHOES 05                                                           | ストレイライト                                                                               | 「Cyber Parkour」 「LIVE LIVE LIVE!」 「Migratory Echoes」 | ゲーム『アイドルマスター シャイニーカラーズ』関連曲                              |
| 10月9日  | THE IDOLM@STER SHINY COLORS プリズムフレア                                                      | シャイニーカラーズ                                                                           | 「プリズムフレア」 | テレビアニメ『アイドルマスター シャイニーカラーズ 2nd season』オープニングテーマ |
| 10月9日  | THE IDOLM@STER SHINY COLORS プリズムフレア                                                      | ストレイライト                                                                               | 「プリズムフレア」 | テレビアニメ『アイドルマスター シャイニーカラーズ 2nd season』関連曲             |
| 10月30日 | THE IDOLM@STER SHINY COLORS Happy Surprise Trick!                                               | 風野灯織（近藤玲奈）、月岡恋鐘（礒部花凜）、有栖川夏葉（涼本あきほ）、芹沢あさひ（田中有紀） | 「OPEN the New world」 | テレビアニメ『アイドルマスター シャイニーカラーズ 2nd season』関連曲             |
| 10月30日 | THE IDOLM@STER SHINY COLORS Happy Surprise Trick!                                               | シャイニーカラーズ                                                                           | 「Poison Berry Daughters」 | テレビアニメ『アイドルマスター シャイニーカラーズ 2nd season』関連曲             |
| 12月25日 | THE IDOLM@STER SHINY COLORS Over the prism                                                      | ストレイライト                                                                               | 「Future Designer」 | テレビアニメ『アイドルマスター シャイニーカラーズ 2nd season』関連曲             |
| 12月25日 | THE IDOLM@STER SHINY COLORS Over the prism                                                      | シャイニーカラーズ                                                                           | 「プリズムフレア -23 colors-」 | テレビアニメ『アイドルマスター シャイニーカラーズ 2nd season』関連曲             |
| 2025年   |                                                                                                 |                                                                                              | |                                                                                  |
| 3月26日  | THE IDOLM@STER SHINY COLORS Song for Prism Real Mind Shakes / THE LAST PRIDE                    | ストレイライト                                                                               | 「Real Mind Shakes」 | ゲーム『アイドルマスター シャイニーカラーズ Song for Prism』関連曲               |

### タイアップ
| 年     | タイトル       | タイアップ                                                                                        |
| ------ | -------------- | ------------------------------------------------------------------------------------------------- |
| 2024年 | Familiar       | テレビアニメ『転生貴族、鑑定スキルで成り上がる 第2期』エンディングテーマ                          |
| 2024年 | 未来スケッチ   | サンスター文具『さくらさくえんぴつ』コラボ楽曲                                                    |
| 2024年 | Treasure Chest | テレビアニメ『Aランクパーティを離脱した俺は、元教え子たちと迷宮深部を目指す。』エンディングテーマ |